# Consultori della Consulta nazionale
Durante il periodo costituzionale transitorio, dopo la fine della seconda guerra mondiale, furono designati 430 consultori della Consulta nazionale (talvolta detti anche deputati o membri) facenti parte di tale organo legislativo provvisorio. La Consulta rimase in carica fino alle elezioni politiche del 1946, che determinarono la composizione dell'Assemblea Costituente.

La distribuzione dei seggi nella Consulta Nazionale. Legenda:
Partito Comunista Italiano: 37 seggi
Partito Socialista Italiano: 38 seggi
Partito Democratico del Lavoro: 26 seggi
Partito d'Azione: 38 seggi
Partito Liberale Italiano: 38 seggi
Democrazia Cristiana: 38 seggi
Partito Democratico Italiano: 6 seggi
Concentrazione Nazionale Democratica Liberale: 4 seggi
Sindacati: 47 seggi
Reduci: 12 seggi
ANPI: 16 seggi
Professionisti: 12 seggi
Ex parlamentari antifascisti: 74 seggi
Altri Ufficiali di Governo: 44 seggi

     Partito Comunista Italiano: 37 seggi
     Partito Socialista Italiano: 38 seggi
     Partito Democratico del Lavoro: 26 seggi
     Partito d'Azione: 38 seggi
     Partito Liberale Italiano: 38 seggi
     Democrazia Cristiana: 38 seggi
     Partito Democratico Italiano: 6 seggi
     Concentrazione Nazionale Democratica Liberale: 4 seggi
     Sindacati: 47 seggi
     Reduci: 12 seggi
     ANPI: 16 seggi
     Professionisti: 12 seggi
     Ex parlamentari antifascisti: 74 seggi
     Altri Ufficiali di Governo: 44 seggi

## A
- Mario Abbiate
- Giuseppe Agnello
- Gregorio Agnini
- Vittorio Albasini Scrosati
- Giuseppe Alberganti
- Domenico Albergo
- Salvatore Aldisio
- Mario Allara
- Luigi Allegato
- Enrico Altavilla
- Francesco Amatucci
- Filippo Amedeo
- Giovanni Amerio
- Franco Amoroso
- Mario Andreis
- Giulio Andreotti
- Bruno Angeletti
- Alfredo Annunziata
- Giovanni Antonelli
- Carlo Antoni
- Alberto Apponi
- Vincenzo Arangio-Ruiz
- Filippo Naldo Arecco
- Mario Argenton
- Antonio Armino
- Eugenio Artom
- Ennio Avanzini
- Massimo Avanzini

## B
- Guglielmo Bacci
- Vincenzo Baldazzi
- Vittorio Bardini
- Fernando Baroncini
- Ilio Barontini
- Carlo Bassano
- Achille Battaglia
- Riccardo Bauer
- Vincenzo Bavaro
- Adele Bei
- Pietro Bellotti
- Roberto Bencivenga
- Tullio Benedetti
- Enrico Berardinone
- Gino Bergami
- Alberto Bergamini
- Giulio Bergmann
- Mario Berlinguer
- Giuseppe Bettiol
- Costantino Bianchi
- Laura Bianchini
- Dante Livio Bianco
- Antonio Biga
- Clodoaldo Binotti
- Gino Birondi
- Alessandro Bocconi
- Giovanni Battista Boeri
- Antonio Boggiano Pico
- Arrigo Boldrini
- Mario Boneschi
- Ivanoe Bonomi
- Paolo Bonomi
- Bonuccio Bonucci
- Igino Borin
- Giambattista Bosco Lucarelli
- Pietro Bottoni
- Aldo Bozzi
- Mario Bracci
- Giovanni Braschi
- Alessandro Brenci
- Costantino Bresciani Turroni
- Carlo Bresciani
- Alessandro Bruni
- Giuseppe Brusasca
- Nazzareno Buschi

## C
- Piero Calamandrei
- Guglielmo Calarco
- Clementina Caligaris
- Guido Calogero
- Natale Camarra
- Andrea Camia
- Pietro Campilli
- Giuseppe Canepa
- Alfredo Canevari
- Emilio Canevari
- Carlo Capellaro
- Paolo Cappa
- Luigi Capra
- Agilulfo Caramia
- Nicolò Carandini
- Luigi Carbonari
- Giovanni Carignani
- Guido Carli
- Luigi Carmagnola
- Carlo Casali
- Alessandro Casati
- Giovanni Cassandro
- Mario Cassiani Ingoni
- Giuseppe Catenacci
- Leone Cattani
- Giulio Cavina
- Antonio Cavinato
- Gilberto Cellino
- Francesco Cerabona
- Arturo Chiari
- Lauro Chiazzese
- Ercole Chiri
- Ferdinando Ciaffi
- Alberto Cianca
- Vincenzo Cicerone
- Adolfo Cilento
- Mario Cingolani
- Umberto Cipollone
- Domenico Ciufoli
- Ivo Coccia
- Francesco Cocco-Ortu
- Guido Coceanis
- Antonio Dante Coda
- Domenico Colasanto
- Giulio Coli
- Arturo Colombi
- Gustavo Colonnetti
- Federico Comandini
- Paolo Conca
- Luigi Corazzin
- Epicarmo Corbino
- Felice Corini
- Camillo Corsanego
- Giovanni Cosattini
- Mariano Costa
- Remo Costa
- Amerigo Crispo
- Benedetto Croce

## D
- Edoardo d'Onofrio
- Aldo Damo
- Antonio De Berti
- Raffaele De Caro
- Riccardo De Cataldo
- Nicola De Grecis
- Enrico De Nicola
- Giacomo De Palma
- Michele De Pietro
- Guido De Ruggiero
- Marino De Stefano
- Diego Del Bello
- Piero Del Monte
- Palmerio Delitala
- Piero Della Giusta
- Gisella Della Porta
- Giovanni Della Torre
- Ezio Di Clemente
- Attilio Di Napoli
- Giuseppe Di Vittorio
- Antigono Donati
- Giuseppe Dossetti
- Marziale Ducos

## E
- Luigi Einaudi
- Pio Eroli

## F
- Gustavo Fabbri
- Luigi Fabbri
- Cipriano Facchinetti
- Giambattista Fanales
- Francesco Fancello
- Luciano Fantoni
- Giuseppe Faranda
- Egidio Fazio
- Armando Fedeli
- Sergio Fenoaltea
- Mario Ferrara
- Enrico Ferrari
- Oreste Ferrari
- Claudio Ferri
- Giuseppe Filippini
- Emanuele Finocchiaro Aprile
- Mario Florio
- Bruno Fortichiari
- Vittorio Fossombroni
- Alfredo Frassati
- Giancarlo Fre
- Fabio Friggeri
- Arturo Frinzi
- Giuseppe Fuschini

## G
- Cesare Gabriele
- Antonio Gabrieli
- Carlo Alberto Gallesio
- Ofelia Garoia
- Luigi Gasparotto
- Umberto Gazzoni
- Panfilo Gentile
- Vito Gerardi
- Attilio Germano
- Lamberto Giannitelli
- Giovanni Giavi
- Annibale Gilardoni
- Ugo Giovacchini
- Alberto Giovannini
- Michele Giua
- Guido Gonella
- Enrico Gonzales
- Giuseppe Gracceva
- Achille Grandi
- Luigi Granello
- Giuseppe Grassi
- Antonio Graziadei
- Corrado Graziadei
- Verenin Grazia
- Ruggero Grieco
- Giovanni Guacci
- Ugo Guarienti
- Giovanni Guarino Amella
- Andrea Guglielminetti
- Angela Maria Guidi Cingolani
- Giuseppe Guindani

## I
- Goffredo Innocenzi

## J
- Stefano Jacini
- Angelo Raffaele Jervolino

## L
- Enrico La Loggia
- Ugo La Malfa
- Raffaele La Volpe
- Eugenio Laricchiuta
- Mario Laureti
- Alfredo Lavatelli
- Francesco Leone
- Girolamo Li Causi
- Francesco Libonati
- Oreste Lizzadri
- Mario Lizzero
- Melchiade Lodi
- Jole Lombardi
- Nicola Lombardi
- Ettore Lombardo Pellegrino
- Giuseppe Lombardo
- Luigi Longo
- Emidio Lopardi
- Concetto Lo Presti
- Achille Lordi
- Guido Lucatello
- Arnaldo Lucci
- Roberto Lucifero d'Aprigliano
- Vincenzo Ludovici
- Giuseppe Lupis
- Emilio Lussu
- Lucio Mario Luzzatto

## M
- Fabrizio Maffi
- Claudia Maffioli
- Alcide Malagugini
- Francesco Malgeri
- Dante Malintoppi
- Augusto Mancini
- Pietro Mancini
- Michele Mancino
- Antonio Manes
- Carlo Manes
- Giuseppe Manfredini
- Enzo Manfredonia
- Raimondo Manzini
- Giuseppe Marazzini
- Concetto Marchesi
- Ada Marchesini Prospero
- Domenico Marchioro
- Oddo Marinelli
- Attilio Mariotti
- Enrico Martini
- Mario Augusto Martini
- Pietro Massari
- Cesare Massini
- Bernardo Mattarella
- Enrico Mattei
- Carlo Mauro
- Antonio Maxia
- Nino Mazzoni
- Aldobrando Medici Tornaquinci
- Egidio Meneghetti
- Pietro Mentasti
- Umberto Merlin
- Cesare Merzagora
- Giuseppe Micheli
- Enrico Minio
- Virginia Minoletti Quarello
- Giuseppe Emanuele Modigliani
- Henry Molinari
- Guido Molinelli
- Giacomo Molle
- Riccardo Momigliano
- Arturo Mondovi
- Mario Montagnana
- Giuseppe Montalbano
- Salvatore Monteforte
- Rodolfo Morandi
- Luigi Morelli
- Vincenzo Moscatelli
- Amedeo Moscati
- Francesco Musotto
- Bastianina Musu Martini

## N
- Virgilio Nasi
- Francesco Saverio Nitti
- Tito Nobili Oro
- Teresa Noce Longo

## O
- Adolfo Omodeo
- Vittorio Emanuele Orlando
- Giovanni Battista Oxilia

## P
- Mario Paggi
- Gian Carlo Pajetta
- Giovanni Paladin
- Mario Palermo
- Giovanni Pallastrelli Di Celleri
- Canio Panetta
- Mario Pannunzio
- Verecondo Paoletti
- Giuseppe Papalia
- Ferruccio Parri
- Rosario Pasqualino Vassallo
- Rosario Pasqualino Vassallo fu Giuseppe
- Giulio Pastore
- Raffaele Pastore
- Carmelo Patanè
- Emilio Patrissi
- Giuseppe Patruno
- Fausto Pecorari
- Gabriele Pepe
- Nicola Perrotti
- Giovanni Persico
- Alessandro Pertini
- Antonio Pesenti
- Tito Pestellini
- Carlo Petrone
- Raffaele Petti
- Dino Philipson
- Pietro Piacentini
- Ciro Picardi
- Attilio Piccioni
- Alfonso Pichler
- Rina Picolato
- Gaetano Pieraccini
- Ernesto Pietriboni
- Pietro Pinna Parpaglia
- Clemente Piscitelli
- Livio Pivano
- Alfredo Pizzoni
- Paolo Polese
- Elettra Pollastrini
- Franco Antonio Porta
- Giovanni Porzio
- Giordano Pratolongo
- Enrico Presutti
- Costantino Preziosi
- Edmondo Puecher
- Luigi Battista Puggioni

## Q
- Luigi Quagliata

## R
- Carlo Ludovico Ragghianti
- Giuseppe Giovanni Battista Raimondi
- Antonio Ramirez
- Giuseppe Rapelli
- Eugenio Reale
- Oronzo Reale
- Vito Reale
- Aldo Repetto
- Luigi Repossi
- Pier Carlo Restagno
- Federico Ricci
- Giambattista Rizzo
- Pier Luigi Roccatagliata
- Giulio Rodinò
- Guido Rodinò
- Nino Ronco
- Eugenio Rosasco
- Beniamino Rosati
- Manlio Rossi Doria
- Ernesto Rossi
- Francesco Rossi
- Luigi Rossi
- Giovanni Roveda
- Alfonso Rubilli
- Meuccio (Bartolomeo) Ruini

## S
- Fortunato Saccani
- Vincenzo Luigi Saitta
- Nicola Salerno
- Felice Salivetto
- Luigi Salvatorelli
- Luigi Renato Sansone
- Attilio Sansoni
- Rosalbino Santoro
- Giuseppe Saragat
- Attilio Sassi
- Filippo Satta Galfrè
- Giovanni Savoretti
- Luigi Sbano
- Enrico Scalini
- Mario Scerni
- Pasquale Schiano
- Giuseppe Scialabba
- Carlo Scialoja
- Salvatore Scoca
- Pietro Secchia
- Saverio Sechini
- Emilio Sereni
- Carlo Sforza
- Nino Siccardi
- Stefano Siglienti
- Giuseppe Signorelli
- Alberto Simonini
- Edgardo Sogno
- Fermo Solari
- Giuseppe Sotgiu
- Giulio Spallone
- Velio Spano
- Pier Felice Stangoni
- Francesco Starrabba

## T
- Pietro Tamagnini
- Paolo Emilio Taviani
- Gaetano Tedeschi
- Umberto Terracini
- Raffaele Terranova
- Giuseppe Togni
- Pietro Tomasi Della Torretta
- Vincenzo Torrio
- Giuseppe Traina
- Domenico Tripepi
- Umberto Tupini

## U
- Giovanni Uberti
- Alfredo Urbinati

## V
- Luigi Vacca
- Leo Valiani
- Ezio Vanoni
- Ferdinando Veneziale
- Lorenzo Ventavoli
- Dante Veroni
- Rodolfo Vicentini
- Bruno Villabruna
- Carmelo Villarà
- Ettore Viola Di Cà Tasson
- Domenico Viotto
- Gaetano Virdis
- Carlo Vischia
- Giovanni Visconti Venosta
- Bruno Visentini
- Ruggero Vitale
- Agostino Viviani
- Edoardo Volterra

## Z
- Giorgio Zambruno
- Lanfranco Zancan
- Emilio Zannerini
- Angelo Zappia
- Renato Zavataro
- Adolfo Zerboglio
- Vinicio Ziino
- Antonio Zini
- Antonio Zoccoli
- Adone Zoli
- Antonino Zuccalà

## Onorificenze
Tutti i 430 Consultori della Consulta Nazionale furono insigniti della seguente onorificenza:
Tutti i 430 Consultori della Consulta Nazionale, ancora viventi alla data dell'istituzione (5 maggio 1966), furono insigniti della seguente onorificenza: